# 郭丹 (射箭运动员)
郭丹（1985年12月20日—），辽宁铁岭人，中国女子射箭运动员。在北京奥运会曾经得到银牌，在团体赛中同陈玲和张娟娟合作，但是落后于韩国队。